# ゲド
ゲド (Ged) は、アーシュラ・K・ル＝グウィン著のファンタジー小説『ゲド戦記』の登場人物。
アースシー世界の北海域にあるゴント島北部の十本榛の木村出身。出自はヤギ飼い。ローク魔法学院卒の魔法使い。学院開学以来の秀才と評された。のち大賢人となる。
ゴント島はアースシー内でやや辺境にあるためか住民はあまり豊かではなく、ほとんどがヤギ飼いか船員になる。しかしながら過去に何人かの魔法使いを輩出、ゲドは後に吟遊詩「ゲドの武勲」が作られる程の有名な魔法使いのひとりとなる。
ゴントの出身者は短気でぶっきらぼうな部分があるとされ「田舎者、ヤギ飼い」と揶揄される。肌は赤褐色。このため、一部の国では“赤い肌の人”と言う意味のあだ名で呼ばれる事もある。
出産時に母を失うが、子供時代の名前ダニーは母親がつけたものである。父親はゴントの山間の村に住む鍛冶屋で、上に兄が何人かいるらしいが、家族らしき人物はゲド戦記1巻の子供時代以降登場しない。幼いダニーの世話をしたのは、村唯一のまじない女でもあった彼の伯母だが、彼女は甥の魔術の才に気づき、まじないの初歩を教えた。このときダニーはヤギやハイタカを呼び寄せる術を学び、猛禽と遊ぶ姿を見た同年代の村の子供が彼に「ハイタカ」というあだ名をつけた。以後彼は自らの呼び名としてハイタカと名乗るようになる。
ゲドがやや成長したころ、ゴント島にカルガド帝国が侵攻し、村までカルガド兵がやってくることがあった。このときダニー／ハイタカは霧と目眩ましの術を用いて村をカルガド軍部隊から独力で守り切る。この噂を聞いたゴントに住む大魔法使い“沈黙のオジオン”ことアイハルが彼を弟子に欲しがり、成人の儀式で彼に真（まこと）の名前ゲドを授ける（“本名”とも称されるこの名前は、アースシー世界ではその名の主を支配する事もできるもので他人には滅多に明かさない、名前を授けることができるのは魔法使いなどの特別な人々である）。ゲドとなった少年はオジオンの家に引き取られ修行するが、名誉と力を求めて、魔法使いの中心地にして魔術学校のあるローク島へ旅立つ。
魔法学園では早熟で優秀な生徒であったが（のちに、級友の妹の真の名をその雰囲気から見抜いた）、自尊心が強く傲慢であったため、自分の出自を揶揄する級友に魔術の勝負を挑み、ついに死者の霊を呼び出す術を行使する。この術は術者の手に負えるものではなく、ゲドはこれに失敗した挙句、「影」を死者の国から呼び出してしまう。当時の大賢人（学院長）は術により生じた歪みを直すため力を使い果たして亡くなり、術を使ったゲド自身も影に襲われて大怪我をする。このとき顔に負った傷（頬に走る4本の平行な鉤爪の痕）は一生残ることとなった。またこの事件を境に、ゲドは自尊心を失い、物静かで思慮深い性格へと変化した。
この怪我から回復した後、ゲドはやっとのことで学院を卒業し、自ら呼び出した影に怯える日々を過ごすが、師であるオジオンに諭され影を追う旅に出る。途中、ゲドを親友と認め、自身の真の名前を明かしてくれた級友が旅に加わる。彼の助けもあり、遂に影との戦いに決着をつける。「影」の正体は自身の暗黒面だった〈ゲド戦記1『影との戦い』〉。影との戦いが終わった後のことが「ゲドの武勲」には歌われているという。
※その後、2巻3巻では主人公は彼よりもむしろ彼と冒険をともにした人々からの視点になっている。
竜と対等に話すことのできる大魔術師・竜王として、世界の平和を取り戻すという『エレス・アクベの腕輪』を、二つに砕いた状態で奪っていたカルガド帝国の聖地アチュアンから取り戻した〈ゲド戦記2『こわれた腕環』〉。その後、異例の若さでロークの大賢人の位に就き、壊れかけた死者と生者の国の境を修復し、エンラッドの王子アレンを、長く不在だったアースシーの新たな王として立てた〈ゲド戦記3『さいはての島へ』〉。
しかし、境の修復で魔力をすべて失ったとして大賢人を辞し、竜の背に乗ってゴントへ帰り、かつてカルガド帝国の聖地『名なきものの墓所』で彼を助けた墓所の巫女テナーとともに暮らす。魔術師としてではなくヤギ飼いとしてゴントの山をめぐる生活に落ち着く。